# Angola-Vielzitzenmaus
Die Angola-Vielzitzenmaus (Mastomys angolensis, Synonym: Myomyscus angolensis) ist ein in Angola endemisches Nagetier in der Unterfamilie der Altweltmäuse.

## Taxonomie
José Vicente Barbosa du Bocage ordnete das Tier bei seiner Erstbeschreibung der Gattung Mäuse (Mus) zu. Im 20. Jahrhundert erfolgte, je nach Autor, die Klassifizierung in verschiedenen anderen Nagetiergattungen. Eine davon war Myomys, die sich als Synonym der eigentlichen Vielzitzenmäuse (Mastomys) herausstellte. Aufgrund großer Ähnlichkeit zur Shortridge-Vielzitzenmaus (Mastomys shortridgei) wurde die Art in diese Gattung überführt. Jedoch haben Weibchen weniger Zitzen und der Schwanz ist im Verhältnis zum Körper länger. Diese Merkmale passen am besten zur Gattung Myomyscus, die Guy Chester Shortridge 1942 für die Verreaux-Wiesenratte (Myomyscus verreauxii) etablierte. Aufgrund einer Genetischen Studie wurde die Art 2021 wieder in die Gattung Mastomys verschoben.

## Merkmale
Die Angola-Vielzitzenmaus hat eine Kopf-Rumpf-Länge von 107 bis 129 mm, eine Schwanzlänge von 103 bis 128 mm und etwa 25 mm lange Hinterfüße. Gewichtsangaben fehlen und Weibchen besitzen 8 oder 10 paarig angeordneten Zitzen. Oberseits kommt braunes bis rotbraunes Fell vor und die Unterseite ist hellgrau bis weiß. Beim Typusexemplar war der Schwanz länger als Kopf und Rumpf zusammen. Typisch sind weiches Fell und Füße, die oberseits weiß sind.

## Verbreitung und Lebensweise
Dieses Nagetier bewohnt die zentrale Hochebene Angolas oberhalb 100 Meter Höhe. Es hält sich im Savannentyp Miombo auf und besucht andere Savannen, in denen Langfäden (Combretum) oder Mopane (Colophospermum mopane) vorherrschen.
Außer einer nachtaktiven und bodengebundenen Lebensweise ist nichts zum Verhalten bekannt.

## Gefährdung
Es liegen keine Bedrohungen vor und die Gesamtpopulation wird als stabil eingeschätzt. Die IUCN listet die Angola-Vielzitzenmaus als nicht gefährdet (least concern).